# Thuja sutchuenensis
Thuja sutchuenensis là một loài thực vật hạt trần trong họ Cupressaceae. Loài này được Franch. mô tả khoa học đầu tiên năm 1899.